# Pau Sans i Guitart
Pau Sans i Guitart (l'Hospitalet de Llobregat 1836 - Barcelona, 22 de setembre de 1901) fou un enginyer industrial, poeta i polític català.
Com enginyer, va treballar en el sector del ferrocarril. Treballà a Saragossa per la Companyia dels Ferrocarrils de Saragossa a Pamplona i Barcelona. Fou cap d'enginyeria del servei de material i tracció de la Companyia de Ferrocarrils de Tarragona a Barcelona i França (TBF). També va ocupar el càrrec d'enginyer municipal de l'Hospitalet.
Va publicar diverses obres en castellà relacionades amb la seva feina, com La locomotora en acción (1868), Guia de maquinistas y fogoneros de ferrocarriles, Preguntas y respuestas relativas á la conducción y conservación de las locomotoras. Detalles elementales de la construcción y funciones de la locomotora.
Fou autor de gairebé un centenar de poemes en català, apareguts en publicacions com La Ilustració catalana. L'any 1887 va ser membre del Consistori dels Jocs Florals, amb el càrrec de secretari. L'any 1888 en fou mantenidor (amb Jacint Verdaguer i Àngel Guimerà i Marcelino Menéndez Pelayo com a president). També va ser autor de textos literaris en prosa, dels que va fer versions en castellà i català, com ara La flor de la vida, i algunes obres de teatre, com la que va estrenar en la festa major de l'Hospitalet del 1888, Lo dia del cop.
Va estar lligat als sectors progressistes de l'Hospitalet i l'any 1866 es trobava entre els fundadors del Casino l'Harmonia, que durant els anys següents fou la seu dels republicans federals. Fou redactor de La Renaixença des del 1886 i una de les primeres figures del catalanisme polític, el que va fer que fos elegit primer president de la Lliga de Catalunya l'octubre de 1887. També en 1886 va començar a fer classes a l'Ateneu Obrer.
Com a cap de la Lliga de Catalunya, la seva signatura fou la primera en el Missatge a la Reina Regent, entregat a aquest personatge que va visitar Barcelona amb motiu l'Exposició Universal el juny de 1888. Fou membre de la Unió Catalanista des de la seva fundació el 1891, des de la qual va prendre part de forma molt activa en l'elaboració de les Bases de Manresa (1892).
Fill de Jaume Sans i Maria Guitart. Mor a l'edat de 64 anys a la Plaça Universitat de Barcelona, 5-3r., vidu de Paulina Oliveras.
La seva filla, Asunción Sans i Oliveras, va morir el juny de 1887. El seu fill, Joaquim Sans i Oliveras fou catedràtic de l'Escola Industrial de Terrassa.

## Obres
- La locomotora en acción (1868)
- Guía del maquinista... (1888-1890)